# Nona Pérez Vivas
Nona Pérez Vivas   (Sant Cugat del Vallès, 10 d'abril de 2003) és una jugadora de waterpolo catalana.

## Trajectòria esportiva
Formada al Club Natació Sabadell, hi va guanyar tots els títols. El 2023 va fitxar per tres temporades pel CN Sant Andreu, equip amb el qual va guanyar la Copa de la Reina, va quedar segon a la lliga i tercer a la Champions.
El 2021 va guanyar amb la selecció espanyola el Campionat del Món sub-20 a Netanya, Israel. Va ser la primera jugadora formada a l'escola Santa Clara i jugadora del primer equip del CN Sabadell en ser campiona júnior.
El 2022 va fer el seu debut amb la selecció espanyola. Els dos primers anys va fer una plata i un bronze mundial, i un or i una plata europees. Va ser una de les esportistes dels Països Catalans als Jocs Olímpics d'Estiu de 2024. on va guanyar amb l'equip entrenat per Miki Oca l'or en el torneig femení de waterpolo, vencent a Austràlia en la final olímpica.

## Palmarès

### Clubs
- 5 Copa espanyola de waterpolo (2019,2020,2021,2023,2024)
- 4 Lliga espanyola (2018-19,2020-21,2021-22, 2022-23)
- 3 Supercopa Espanyola (2020,2023,2024)

### Selecció espanyola
- 1 medalla d'or als Jocs Olímpics de Paris 2024
- 1 medalla d'argent al Campionat del Món de waterpolo (2023)
- 1 medalla de bronze al Campionat del Món de waterpolo (2024)
- 1 medalla d'or a la Lliga Mundial de waterpolo (2022)
- 1 medalla d'or al Campionat d'Europa de waterpolo (2022)
- 1 medalla d'argent al Campionat d'Europa de waterpolo (2024)